# Парлер, Генрих
Генрих Парлер Старший (также Генрих Гмюндский, нем. Heinrich von Gemünd der Ältere; ок. 1310—ок. 1370) — немецкий архитектор и скульптор, стоявший у истоков зондерготики. Известен перестройкой нефа церкви Креста в швабском Гмюнде, в результате которой она превратилась в зальный храм с сетчатым сводом. 
Парлер основал семью мастеров-строителей Парлер, чьи представители работали в различных частях Центральной Европы, особенно в Богемии. Его сын, Петер Парлер, стал одним из главных архитекторов Средневековья. Фамилия происходит от слова Parlier, что означает «бригадир».

## Жизнь и творчество
Генрих Парлер, вероятно, родился в Кёльне между 1300 и 1310 годами, где его самой ранней известной работой было наблюдение за строительством Кёльнского собора. Позже он жил и работал в Гмюнде, имперском городе (нем. Reichsstädte) Священной Римской империи.
Примерно в 1333 году Парлер был приглашен стать управляющим строительством церкви Святого Креста (нем. Heilig-Kreuz-Münster) в Гмюнде. Строительство уже началось в 1315 году, чтобы заменить существующую романскую церковь готической формой базилики. Он внёс изменения в план этого нового здания и завершил неф как зальный храм (нем. Hallenkirche), первый в своём роде в южной Германии. Округлые колонны с капителями из листового венка, вытянутые ажурные окна и сложные цветные своды — первые ощутимые свидетельства его нового стиля, который стал ещё более выраженным с закладкой первого камня основания хора в 1351 году. Его сын Петер Парлер (1333—1399) начал работать вместе с ним над хором, спроектированным как деамбулаторий с приделами, лежащими плоско между контрфорсами. Поэтому количество необходимых внутренних опорных колонн было уменьшено, и приделы были построены высотой с неф, создавая расширенное ощущение пространства. Генрих Парлер также был ответственен за экспериментальные, более реалистичные скульптуры, чем до сих пор создавались в предыдущих церквах. Таким образом, Собор Святого Креста знаменует собой важную веху в позднеготической архитектуре и скульптуре. Отец и сын не дожили до освящения церкви, которое состоялось в 1410 году. Работы продолжались и в XVI веке.
Парлеру приписываются и постройки за пределами Гмюнда. Несмотря на отсутствие подтверждающих документов, ему и его сыну Петру приписывается церковь Девы Марии в Нюрнберге. Оформление церкви поразительно близко к гмюндскому прототипу. Это также относится к хору Аугсбургского собора, начатому в 1356 году. Возможно, он также приложил руку к проектированию Ульмского собора, начатого в 1366 году и сегодня являющегося самой высокой церковью в мире; известно, что над этой постройкой работали его родственники.

## Память
Нововведения Парлера были подхвачены многими другими каменщиками и получили дальнейшее развитие. Барбара Шок-Вернер относит его к самым влиятельным мастерам Германии XIV века. К числу крупнейших зальных храмов относятся церкви Святого Мартина в Ландсхуте; Святого Лаврентия в Нюрнберге; Святого Георгия в Динкельсбюле; Святого Стефана в Вене. Множество зальных храмов строилось в городах Ганзейской лиги от Нидерландов до Польши. Примеры также можно найти в Скандинавии (например, церковь Девы Марии в Хельсингёре).
Сын Генриха Парлера, Петер Парлер, стал одним из величайших архитекторов зондерготики. Старший сын Генриха, Иоганн Парлер Старший, работал строителем в Цветле, а затем в Базельском соборе. У Генриха мог быть брат Петер, который предположительно построил церкви Девы Марии и Святого Николая в Ройтлингене.

Виды церкви в Гмюнде
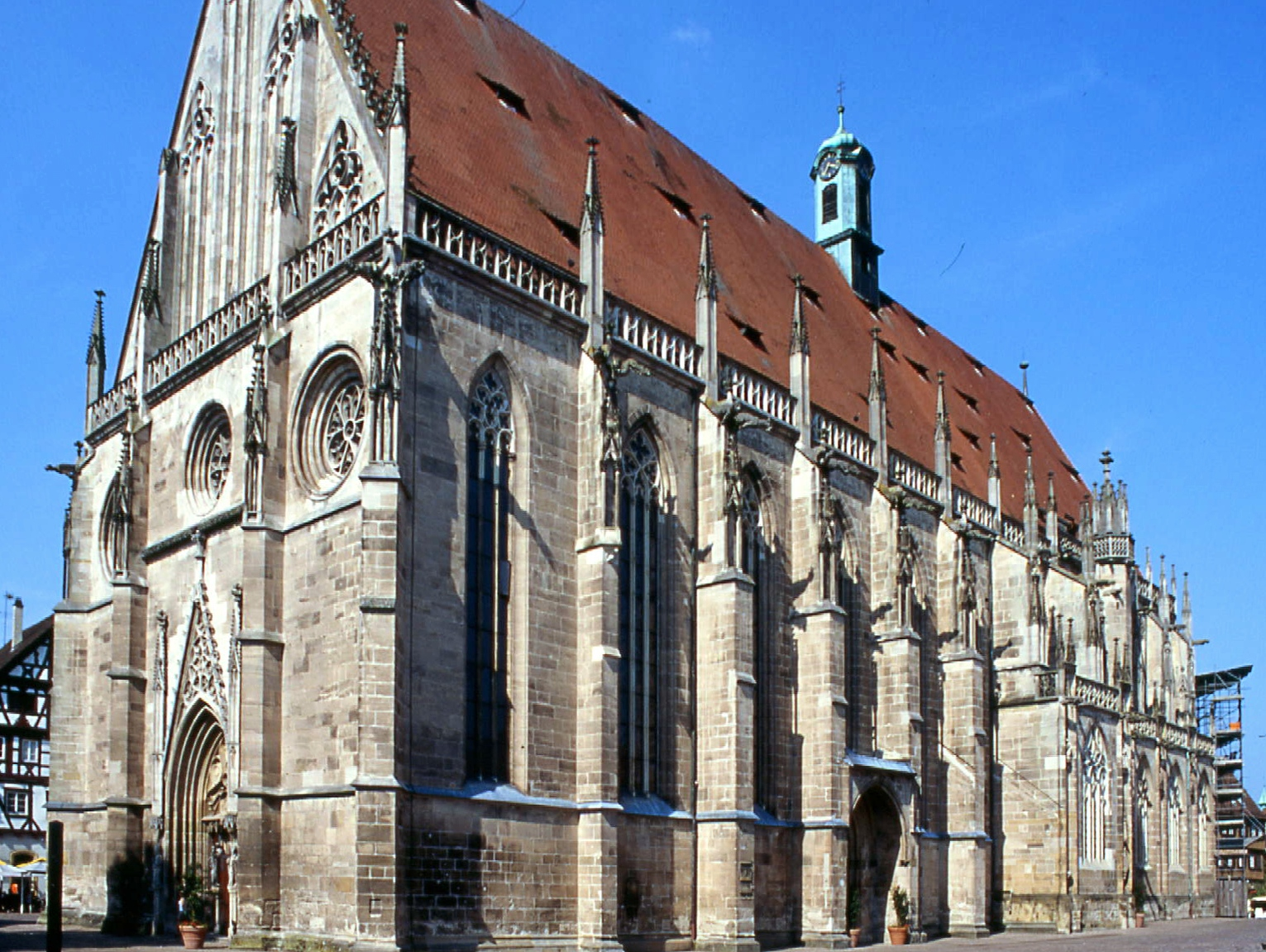
Общий вид
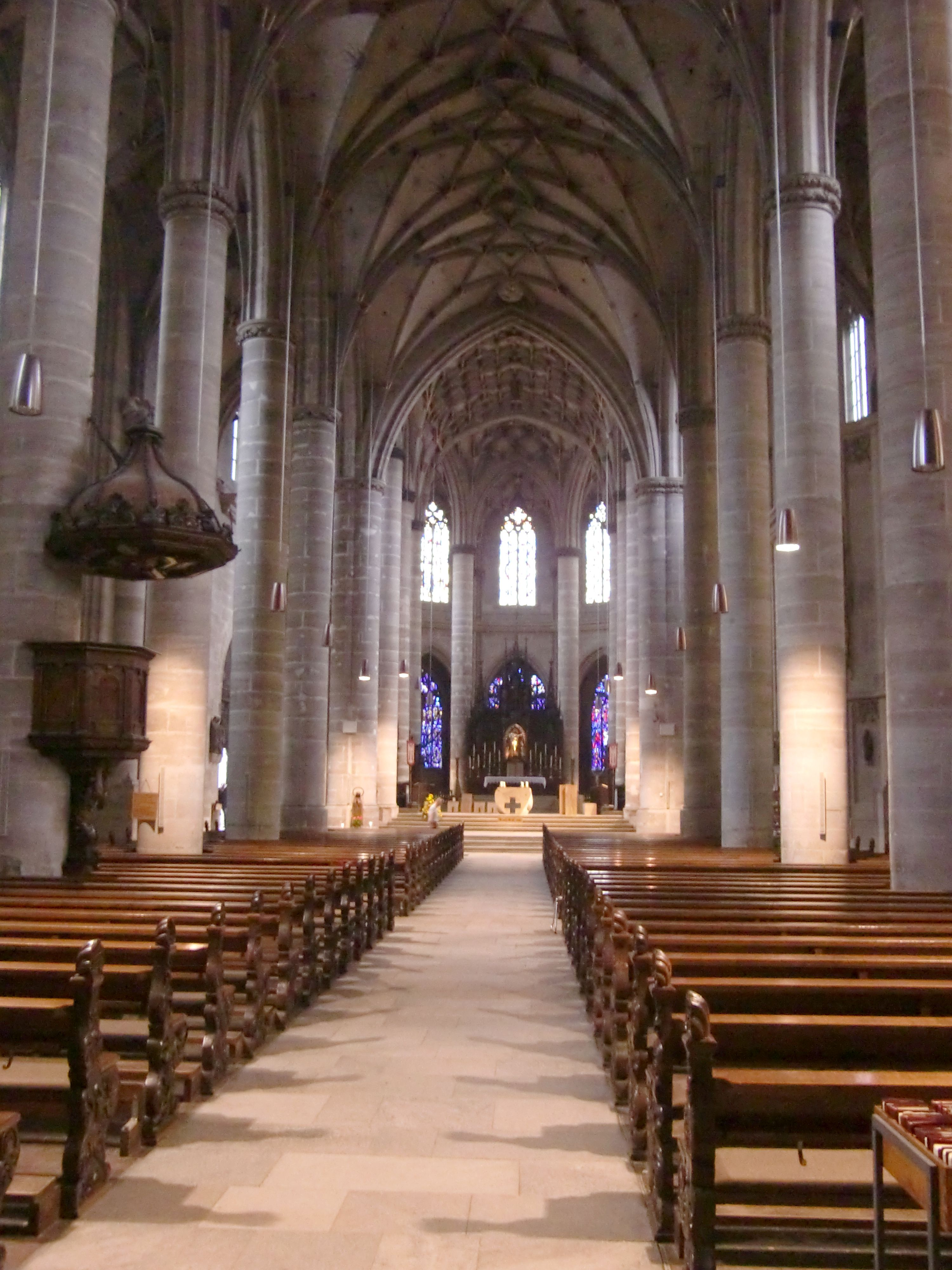
Неф
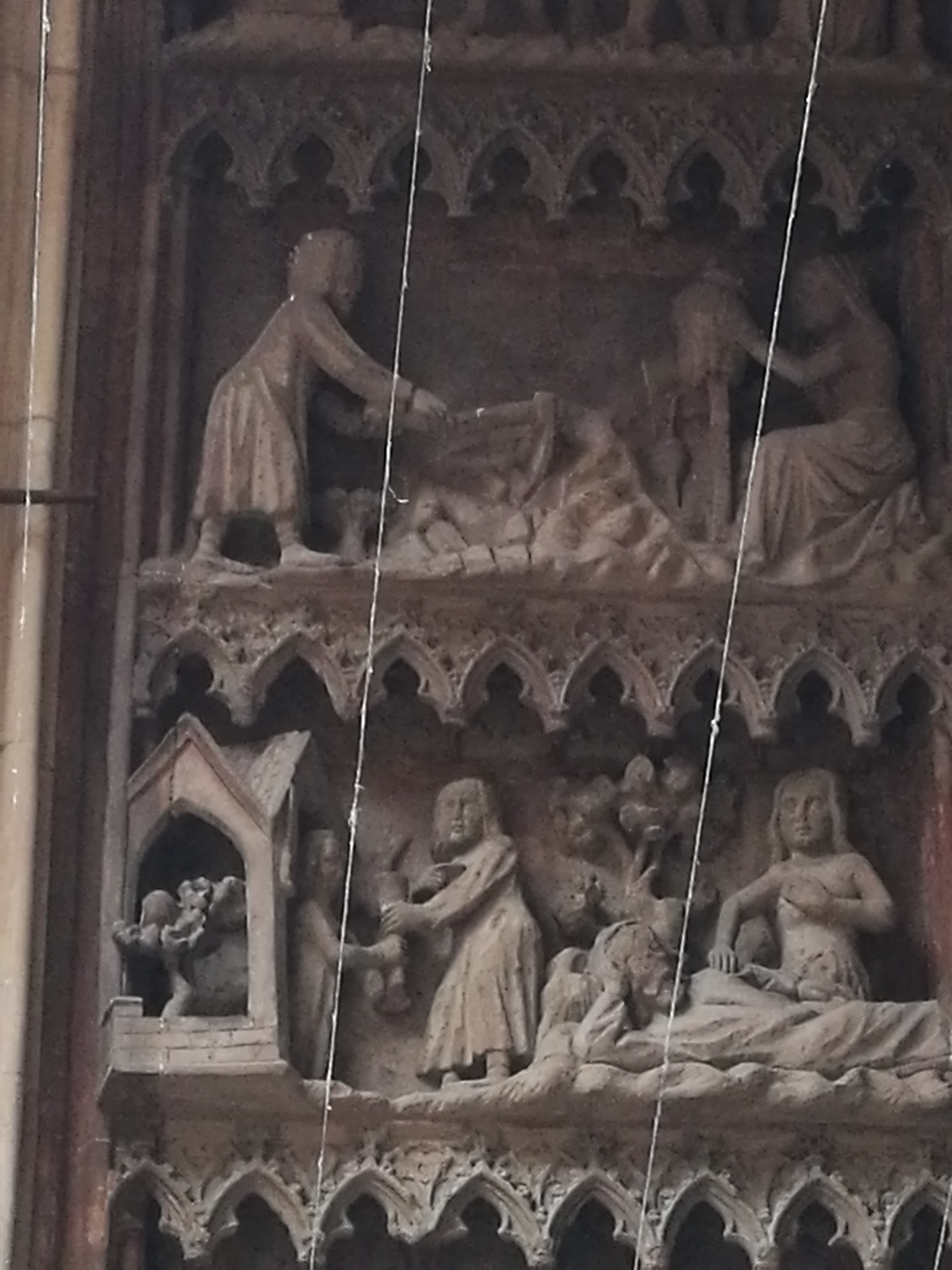
Ветхозаветные сцены